# Рената Дескоска
Рената Дескоска (на македонска литературна норма: Рената Дескоска) е университетски преподавател, министър на образованието и науката на Република Македония от 1 юни 2017 г.

## Биография
Рената Дескоска (по баща Тренеска) е родена на 3 май 1972 година в Скопие като първа дъщеря на Борче и Вера Тренески. През 1994 година завършва Правният факултет на Скопския унивиреситет с успех 9,55. През 1997 г. завършва магистратура на тема „Типове изпълнителна власт“. На 18 октомври 2002 година, Рената Тренеска записва докторантура в правния факултет на Люблянския университет. Там защитава дисертация на тема „Конституционализмот, уставите и човековите права, со посебен осврт на Република Македонија“ (Конституционализмът, конституциите и човешките права със специален акцент на Република Македония). От 1998 година е асистент, а от 2003 година доцент в Скопския университет. През 2008 година е избрана за извънреден професор и през 2012 година за редовен професор. Рената Дескоска живее в Скопие и е омъжена за Тони Дескоски, професор в Правния факултет.

## Политическа кариера
На парламентарните избори през 2014 година, Тренеска е в изборната листа на СДСМ в първата изборна единица и става депутат в Събранието на Република Македония. Дескоска на парламентарните избори през 2016 е избрана отново за депутат. На 1 юни 2017 встъпва във функцията на министър на образованието и науката на Македония в правителството на Зоран Заев.

## Книги
- Извршната власт во демократските системи, Матица Македонска, Скопје, 1999
- Поглавје во: Саво Климовски и Владимир Митков, Уставен и политички систем, Просветно дело, Скопје, 1997
- Поглавје во: Savo Klimovski, Politics and Institutions, Просветно дело, Скопје, 1999
- „Уставно право“, во: Димитър Баялджиев, Вовед во правото, Македонска ризница, Скопје, 1999
- Уставно уредување на Република Македонија, (коавтор со Саво Климовски и Владимир Митков), Просветно дело, Скопје, 2002
- Уставно уредување на Република Македонија, (коавтор со Саво Климовски, Владимир Митков и Тања Каракамишева), Просветно дело, Скопје, 2004
- Rregullimi kushtetues i Republikës së Maqedonisë, (коавтор со Саво Климовски, Владимир Митков и Тања Каракамишева), Скопје, 2004
- Уставно уредување на Република Македонија, (коавтор со Саво Климовски, Владимир Митков и Тања Каракамишева), Просветно дело, Скопје, 2005
- Поглавје во: Саво Климовски, Уставно право и политички систем”, Просветно дело, Скопје, 2003
- Конституционо уредување, (коавтор со Саво Климовски и Тања Каракамишева), Просветно дело, Скопје, 2006
- Конституционализмот и човековите права, Скопје, 2006[6]
- „Party Funding and Campaign Finance in Macedonia“ во: Daniel Smilov and Jurij Toplak (eds.), Political Finance and Corruption in Eastern Europe – The transition Period, Asgate, 2007
- „Финансирање на изборните кампањи во Република Македонија“, во Перспективи на домашната правна рамка за спроведување на изборите, погледната од аголот на меѓународните изборни стандарди и добри практики, ОСЦЕ и ЦРПМ, 2008
- Уставно право, (коавтор со Саво Климовски и Тања Каракамишева), Скопје, 2009
- Rregullimi konstitucional i Republikës së Maqedonisë, (коавтор со Саво Климовски и Тања Каракамишева), Скопје, 2008.
- Политички систем (коавтор со Саво Климовски и Тања Каракамишева), Скопје, 2009
- Основи на јавно право (коавтор со Таня Каракамишева и Снежана Бриндевска), Скопје, 2011.[7]